# Bathyplectes xanthostigma
Bathyplectes xanthostigma är en stekelart som först beskrevs av Győző Szépligeti 1901.
Bathyplectes xanthostigma ingår i släktet Bathyplectes och familjen brokparasitsteklar. Inga underarter finns listade i Catalogue of Life.